# انریکه یکم، پادشاه کاستیا
انریکه یکم (انگلیسی: Henry I of Castile، ۱۴ آوریل ۱۲۰۴ –۶ ژوئن ۱۲۱۷) شاه کاستیا بود. او پسر آلفونسو هشتم کاستیا و النور انگلستان ملکه کاستیا (دختر هنری دوم انگلستان و النور آکیتن) بود. انریکه یکم برادر برنگئلا و مافالدا اهل کاستیا بود.